# Microsoft Office 2016
Microsoft Office 2016 (кодовое название Office 16) — версия офисного пакета компании Microsoft, следующая за Microsoft Office 2013. Выпуск финальной версии состоялся 23 сентября 2015 года, при этом версия для macOS стала доступна потребителям в июле 2015 года. Последняя версия Microsoft Office, работающая на Windows 7 и Windows 8.1. Преемником является Microsoft Office 2019. Пакет получил пять лет основной поддержки (до 13 октября 2020 года), и пять лет расширенной поддержки (до 14 октября 2025 года).

## История
Разработка Office 2016 началась в 2014 году, а 5 мая 2015 года выпущена первая тестовая версия продукта. До официального релиза пользователи имели возможность скачать предварительную версию Office 2016 Preview. При этом пользователям Office 365, имеющим подписку, скачать Office 2016 Preview можно было через свой личный кабинет, тогда как для других предоставлены прямые ссылки на дистрибутив и единый ключ продукта, указанный на сайте Microsoft.
Релиз продукта состоялся 23 сентября 2015 года. В составе пакета можно приобрести такие приложения как Word, Excel, PowerPoint, OneNote, Outlook, Skype для бизнеса, Access и Publisher. Отдельно от пакета распространяются Visio и Project.

## Выпуски и состав
| Выпуск\Приложение          | Word, Excel, PowerPoint, OneNote | MS Outlook | Publisher | Access | Skype для бизнеса |
| -------------------------- | -------------------------------- | ---------- | --------- | ------ | ----------------- |
| Для дома и учёбы           | ●                                | –          | –         | –      | –                 |
| Для дома и бизнеса         | ●                                | ●          | –         | –      | –                 |
| Стандартный (VL)           | ●                                | ●          | ●         | –      | –                 |
| Профессиональный           | ●                                | ●          | ●         | ●      | –                 |
| Профессиональный плюс (VL) | ●                                | ●          | ●         | ●      | ●                 |

## Установка
Установить пакет можно с официального сайта компании, если у пользователя есть подписка на Office 2013. Бесплатное обновление доступно только пользователям Office 365, а не более ранних версий.

## Нововведения
По заявлениям Microsoft, новый офисный пакет создан «с нуля», и его производительность по сравнению с предыдущими версиями должна возрасти. При этом ключевые изменения затронут интерфейс, внедрена более тесная интеграция с Интернетом (например, онлайн-проверка правописания, возможность работы с поисковыми системами напрямую из офисных программ, упрощённый обмен файлами через облачные ресурсы, простой доступ к возможности одновременного редактирования документа несколькими редакторами с разных компьютеров) и ряд других изменений.
В ноябре 2015 года компания Microsoft интегрировала в онлайн-версию Microsoft Office сервис Skype. Пользователи получили возможность обращаться к списку контактов, общаться как в голосовом, так и в видеочате, не выходя из документов.